# Hieracium macdonaldii
Hieracium macdonaldii es una especie de planta con flor del género Hieracium, de la familia Asteraceae, orden Asterales.

## Distribución
Hieracium macdonaldii se distribuye por México.

## Taxonomía
Fue descrita científicamente por J. H. Beaman y B. L. Turner.